# André Pératé
Joseph André Pératé, né à Nancy le 11 février 1862 et mort à Versailles le 30 septembre 1947, est un historien d'art français, spécialiste de littérature italienne, et conservateur du Musée de Versailles.

## Biographie
Élève de l'École normale supérieure, agrégé de lettres, il est membre de l'École française de Rome de 1884 à 1887. Attaché à la conservation du musée de Versailles en 1892, il en devient le conservateur adjoint en 1899 puis le conservateur de 1920 à 1932.
Il assura l'intérim de la direction de l'École française de Rome à la mort de Mgr Louis Duchesne, en 1922.

## Œuvres
- L'Archéologie chrétienne, Paris, 1892.
- Le Vatican, les papes et la civilisation, le gouvernement central de l'Église, avec Georges Goyau et Paul Fabre, Paris, 1895.
- Le Musée national de Versailles : description du château et des collections, avec Pierre de Nolhac, Paris, 1896.
- Versailles : le château, les jardins, les Trianons, le musée, la ville, Paris, 1903.
- La Nativité de Notre Seigneur Jésus-Christ, avec Armand Rastoul, éd. André Marty, 1911.
- Les Fresques de Fra Angelico à Saint-Marc de Florence, Paris, 1914, 2 vol.
- Une voix lorraine, poésies de la guerre, Paris, 1914.
- La galerie des batailles au Musée de Versailles, Paris, 1916.
- Vingt-cinq sanguines, dessins rehaussés et dessins de Maurice Denis, reproduits en fac-similé, Paris, 1918.
- Sienne, André Pératé Paris Fontemoing 1918, illustré par le graveur Paul Adrien Bouroux, prix Charles Blanc de l’Académie française en 1919.
- Assise, Paris, 1926.
- Saint François d'Assise, Paris, 1929.

Traductions
- Petites fleurs de saint François d'Assise, d'Ugolino da Brunforte, lesquelles sont contenues sa vie et sa mort et les miracles qu'il fit en diverses parties du monde, et peut à leur exemple tout fidèle chrétien s'acheminer au ciel, Paris, 1911, illustrations de Maurice Denis.
- François d'Assise, Le Cantique du soleil, suivi du Cantique des trois enfants dans la fournaise avec textes italien et latin, Paris, 1918.
- Dante Alighieri, La Divine Comédie, Paris, 1922.
- La Vie de frère Genièvre, illustrée par Maurice Denis, Paris, 1923.

## Distinction
Officier de la Légion d'honneur